# Romanian Top Hits Awards
'Romanian Top Hits - Music Awards' este cel mai important eveniment muzical ce se desfășoară în România. 
DOMENIU DE INTERES
Evenimentul este în interesul general al publicului interesat de cea mai bună piesă muzicală din România, în speța Slagărul Anului.
TIPUL MANIFESTĂRII
Eveniment special – Gala de premiere.
TARGHETUL EVENIMENTULUI
Manifestarea se adresează publicului larg din România în vârstă de 13 – 60 ani.
ORGANIZATORI
Romanian Top Hits - Music Awards este realizat de 5 ani de către Dan Leonte, deținător exclusiv al mărcii, al formatului și al drepturilor 
de producție ROMANIAN TOP HITS.
Partenerul Oficial și finanțator al evenimentului este Primăria Municipiului Bacău și Consiliul Local Bacău.

## 2007
Best of the Best Hit - No.1
1. Corina - „Overdrive”
2. DJ Project - „Ești tot ce am”
3. Voltaj - „MSD2”
4. Cleopatra Stratan - „Ghiță”
5. Simplu feat. Andra - „Dracula, My Love”

Boys - The Best Hit
1. 3rei Sud Est - „N-ai crezut în mine”
2. Mihai Trăistariu - „Dimi si o no”
3. Akcent - „King of Disco”
4. Simplu - „Mr. Originality”
5. Florin Chilian - „Zece”

Girls - The Best Hit
1. Heaven - „O parte din Rai”
2. Corina - „Overdrive”
3. Cleopatra Stratan - „Ghiță”
4. Andreea Bănică - „Rendez Vous”
5. Elena - „Ochii tăi căprui”
6. Anka - „Nopți de dor”

Bands - The Best Hit
1. Hi-Q - „Bună dimineața”
2. Fly Project - „K-Tinne”
3. DJ Project - „Ești tot ce am”
4. Funky DJs - „Follow Me”
5. Activ - „Reasons”

Featuring - The Best Hit
1. Ștefan Bănică Junior feat. DJ Phantom - „Toată lumea dansează”
2. Activ feat. D.J. Optick - „Feel Good”
3. Andreea Bălan feat Keo - „Nu știu sa fiu numai pentru tine”
4. Simplu feat Andra - „Dracula, My Love”
5. Corina feat. Toni Cotura - „Quieres una aventura”

Rock - The Best Hit
1. Direcția 5 - „Stai, nu ma ocoli”
2. Zdob și Zdub - „Nenea Gorbaciov/Hora Cosmica”
3. Animal X - „Balada”
4. Holograf - „Ești asa frumoasă”
5. Voltaj - „MSD2”

### Premii speciale
Premiul pentru imagine - Corina
Premiul Mass-Media - Andra și Simplu.
Premiul românilor din Diasporă - Simplu.
Premiul juriului - Direcția 5

Sursa:   

## 2008
Best of the Best Hit - No.1
1. Crazy Loop - „Crazy Loop”
2. Tom Boxer feat. Anca Parghel & Fly Project - „Brasil”
3. Voltaj - „N-ajunge”
4. Smiley - „Preocupat cu gura ta”
5. Morandi - „Angels”

Boys - The Best Hit
1. 3rei Sud Est - „Vorbe care dor”
2. Dream City - „Fly Away”
3. Crazy Loop - „Joanna (Shut Up)”
4. Smiley - „Preocupat cu gura ta”
5. Keo - „Plouă cu lacrimi”

Girls - The Best Hit
1. Andreea Bălan - „Baby Get Up and Dance”
2. Corina - „Tears”
3. Anda Adam - „Punani”
4. Wassabi - „Hello Lonely Girl”
5. Elena - „Te ador”

Band - The Best Hit
1. Crush & Alexandra Ungureanu - „Hello”
2. Fly Project - „Allegria”
3. DJ Project - „Lacrimi de înger”
4. Activ - „Under My Skin”
5. Morandi - „Angels”

Featuring - The Best Hit
1. Connect-R feat. Alex - „Dacă dragostea dispare”
2. Tom Boxer feat. Anca Parghel & Fly Project - „Brasil”
3. Smiley feat. Uzzy - „În lipsa mea”
4. DJ Project feat. Giulia - „Prima noapte”
5. Lavinia feat. Korekt - „F.T.R.L.”

Rock - The Best Hit
1. Direcția 5 - „Parola spre tine”
2. Voltaj - „N-ajunge”
3. Vama - „Pe sârmă”
4. Bere Gratis - „Curcubeu”
5. Zero feat. Marius Moga - „Come This Way”

Hip Hop - The Best Hit
1. Paraziții - „Mesaj către Europa”
2. Puya feat. Laura & Keo - „Viață nouă”
3. Smiley feat. Uzzy - „În lipsa mea”
4. Sișu & Puya - „Tot in familie”
5. Ombladon - „Cheia de sub preș”

DJ - The Best Hit
1. DJ Rhino feat. Sylvia - „Save Me”
2. DJ Sava feat. Connect-R & Gic - „Sunshine”
3. DJ Andi feat Stela - „Fire”
4. DJ David feat. Dony - „Sexy Thing”
5. DJ Optick feat. Activ - „Be Free”

Sursa: 

## 2009
Best of the Best Hit - No.1
1. Puya feat. George Hora - „Undeva-n Balkani”
2. Fly Project - „Unisex”
3. Inna - „Love”
4. Kamarera feat. Deepside Deejays - „Beautiful days”
5. Play & Win - „Slow Motion”

Boys - The Best Hit
1. Keo - „Falling High”
2. Morris - „Desire”
3. Connect-R - „Nu-ți pierde dragostea”
4. Play & Win - „Slow Motion”
5. Tom Boxer - „A Beautiful Day”

Girls - The Best Hit
1. Andra - „Femeia”
2. Inna - „Love”
3. Andreea Bălan - „Superwoman”
4. Anda Adam - „Sufletul meu”
5. Black Diamond - „Love in Different Ways”

Bands - The Best Hit
1. Fly Project - „Unisex”
2. David Deejay feat. Donny - „So Bizzare”
3. Hi-Q - „Lose You”
4. DJ Project - „Hotel”
5. Kamarera feat. Deepside Deejays - „Beautiful Days”

Featuring - The Best Hit
1. DJ Rhino feat. Sylvia - „Deep”
2. Puya feat. George Hora - „Undeva-n Balkani”
3. DJ Layla feat. Alissa - „Single Lady”
4. Sahara feat. Costi Ioniță - „Tyalee”
5. DJ Sava feat. Connect-R - „The Reason”

Rock - The Best Hit
1. Blaxy Girls - „Dear Mama”
2. Animal X - „Nisip purtat de vânt”
3. Voltaj - „Vara trecută
4. Zero - Sunny Days”
5. Direcția 5 - „În niciun caz”

### Premii speciale
Best New Artist - Montuga 
Sursa: 

## Recorduri
- Cele mai multe premii:

1. Fly Project - 4
2. Puya - 3 (+)

(+) două solo și unul ca membru al grupului Sișu & Puya
- Cele mai multe nominalizări:

1. Fly Project - 6
2. DJ Project - 5
3. Activ, Connect-R, Corina, Smiley, Voltaj - 4

- Cele mai multe nominalizări fără premii câștigate:

1. Activ, Smiley, Voltaj - 4
2. Simplu - 3 (+)

(+) au primit un premiu din partea diasporei, nefiind un premiu propriu-zis
- Cel mai tânăr artist nominalizat:

1. Cleopatra Stratan

- Cel mai tânar artist câștigător:

1. Blaxy Girls

- Cel mai în vârstă artist câștigător:

1. Anca Parghel

- Cel mai în vârstă artist nominalizat:

1. Anca Parghel